# Mistwalker
A Mistwalker (ミストウォーカー, Misutowōkā) é uma empresa de Video games japonesa fundada por Hironobu Sakaguchi (o criador da popular série Final Fantasy) em 2004, com uma colaboração financeira da Microsoft, mas o logotipo e a empresa se tornaram marcas registradas em 2001. A Mistwalker está subordinada a outras companhias (incluindo a Artoon e a Feel Plus), mas preferencialmente ela se ocupa da maior parte do programa de desenvolvimento dos jogos.
Sakaguchi é o presidente do estúdio, e Kensuke Tanaka o produtor do sistema online para alguns jogos da empresa, além de ser o seu vice-presidente.
Em agosto de 2004, foi anunuciado que a Mistwalker estava trabalhando no desenvolvimento de jogos de RPG. Um deles é um RPG de estratégia para o Nintendo DS intitulado ASH: Archaic Sealed Heat. Os outros dois títulos são: Blue Dragon e Lost Odyssey, que seriam produzidos exclusivamente para o Xbox 360.
Com os detalhes dos anúncios dos jogos da empresa para o Xbox 360 em 2004, não houve mais prévias para os jogos que seriam feitos para o Nintendo DS, até que em outubro de 2005, foi mencionado que ASH: Archaic Sealed Heat também seria lançado para o portátil.

## Lista de Jogos

### Nintendo DS
- ASH: Archaic Sealed Heat (2007)
- Blue Dragon Plus (2008)
- Away: Shuffle Dungeon (2008)
- Blue Dragon: Awakened Shadow (2009/2010)

### Xbox 360
- Blue Dragon (2006)
- Lost Odyssey (2007)
- Cry On (cancelado)

### iOS
- Party Wave (2012) [1]
- Blade Guardian (2012) [2]

### Android
- Party Wave (2012) [3]

### Wii
- The Last Story (2011)